# Molly Bobak
Molly Bobak (25 de febrero de 1922 - 2 de marzo de 2014) fue una profesora, escritora, grabadora y pintora canadiense que trabajó en óleos y acuarelas. Durante la Segunda Guerra Mundial, fue la primera mujer artista canadiense en ser enviada al extranjero para documentar el esfuerzo bélico de Canadá, y en particular, la labor de la Canadian Women's Army Corps (C.W.A.C).

## Biografía
Nació como Molly Lamb el 25 de febrero de 1922, se crio en Vancouver, Columbia Británica. La madre de Bobak, Mary Williams, trabajó inicialmente como ama de llaves para el padre de Bobak, Harold Mortimer-Lamb, cuando su esposa se enfermó. En algún momento, sus padres decidieron irse a vivir juntos, junto con la esposa de Mortimer-Lamb y sus hijos. Bobak y su extensa familia parecían vivir felices en esa casa poco convencional.
Mortimer-Lamb fue un crítico de arte y coleccionista que se hizo amigo de los artistas del Grupo de los Siete, que visitaría la familia en ocasiones.
La visión de mala reputación de Bobak y desagrado por sus profesores, la dejan con notas escolares pobres. Reconociendo esto, la madre de Bobak animó a su hija a matricularse en la Escuela de Arte de Vancouver para que estudie con el artista Jack Shadbolt, con quien mantendría una estrecha amistad toda su vida. Shadbolt la animó con entusiasmo y le llevó a descubrir artistas europeos como Cézanne y Matisse.

### Segunda Guerra Mundial
Bobak se alistó en las Canadian Women's Army Corps (C.W.A.C) en 1942 donde permaneció durante cuatro años. Esta fue una gran oportunidad, ya que le permitió viajar y adquirir nuevas habilidades. Viajó a través de Canadá y después de la victoria en el Día de Europa se fue a Londres, Inglaterra, donde conoció a su futuro marido, el artista Bruno Bobak. Como parte de la C.W.A.C, fue nombrada para documentar la formación, marcha, trabajo y cualquier otra contribución a la guerra.

## Muerte
Bobak murió el 2 de marzo de 2014. Hubo 32 artistas oficiales de guerra en la Segunda Guerra Mundial y ella fue la última superviviente.